# Trahinienele

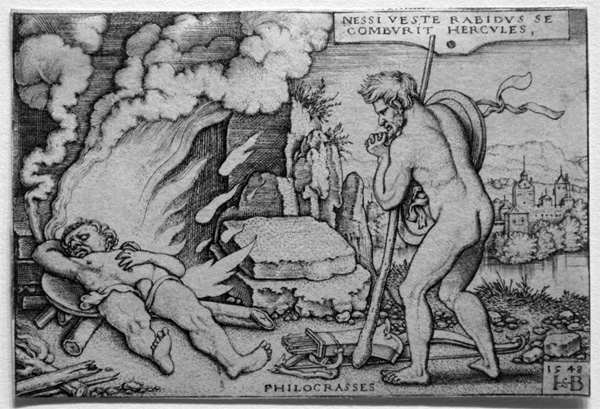
Heracle pe rugul său funerar

Trahinienele (Greacă:Τραχίνιαι) este o tragedie scrisă de Sofocle.

## Acțiune
Dorind să păstreze dragostea soțului ei, Heracles, Deianira îi trimite o mantie muiata într-un lichid ce trebuia să-i trezească pasiunea, fără să știe că în realitate îi trimitea otrava ce-l va omorî în chinuri groaznice. Aflând de crima pe care o săvârșise ea se omoară. Actul său necugetat este însă pornit din cea mai curată iubire, Deianira fiind bună, duioasă, umană, neurmărind altceva decât să recâștige dragostea soțului ei.